# 新城市廣場第三期

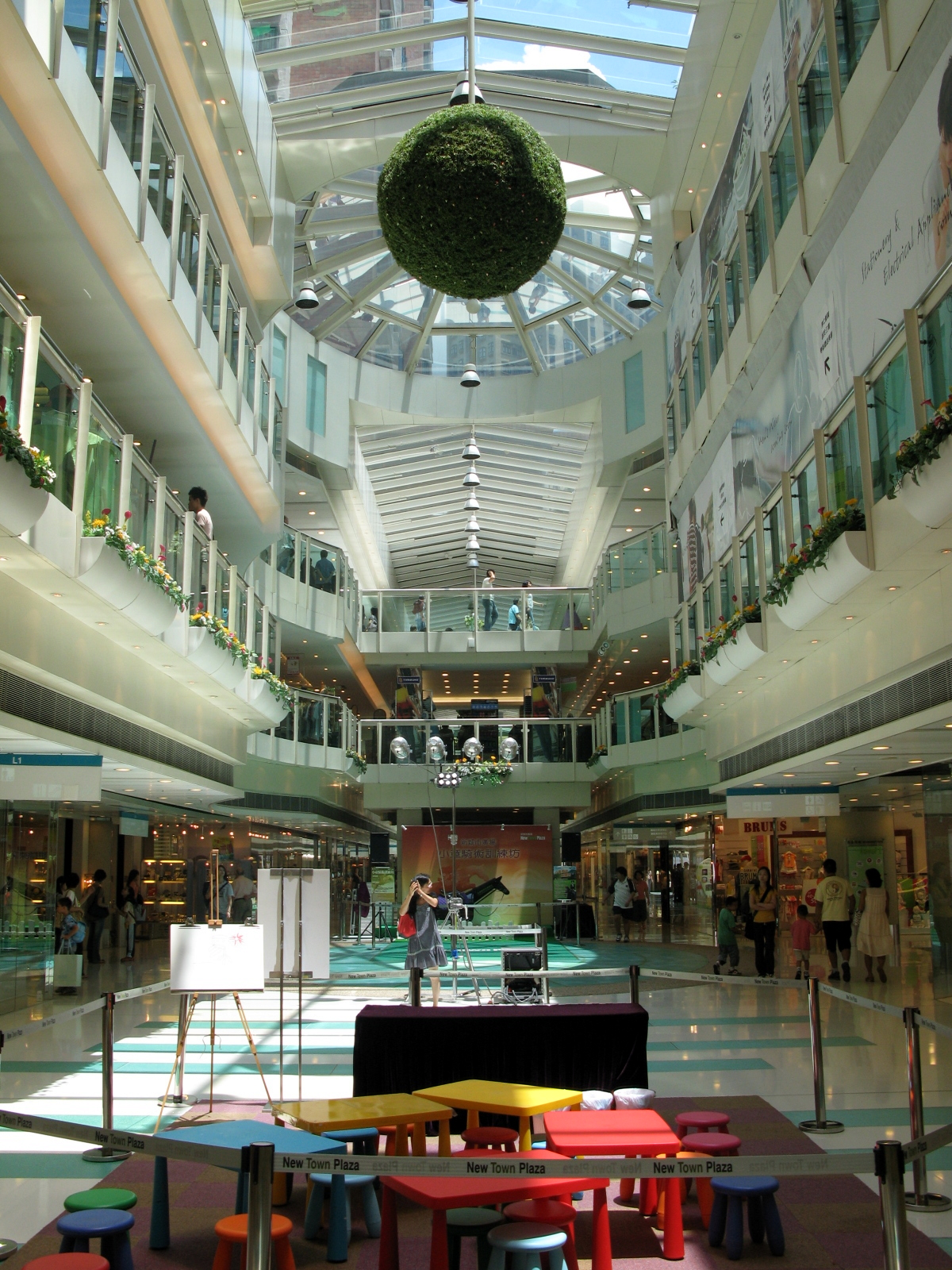
2007年的天幕長廊，到2019年翻新後已填平

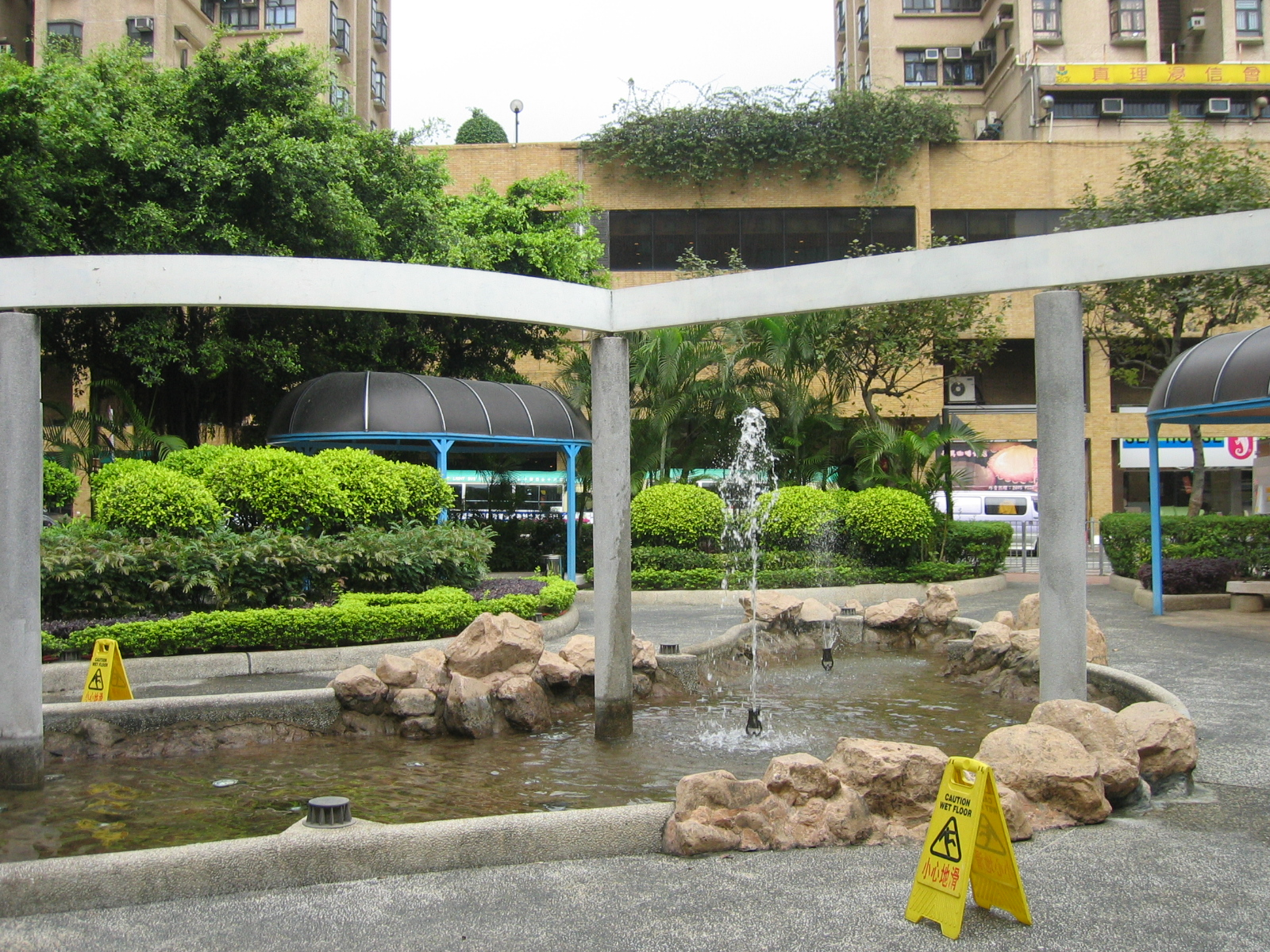
L1設休憩花園，噴泉到2015年後已停用

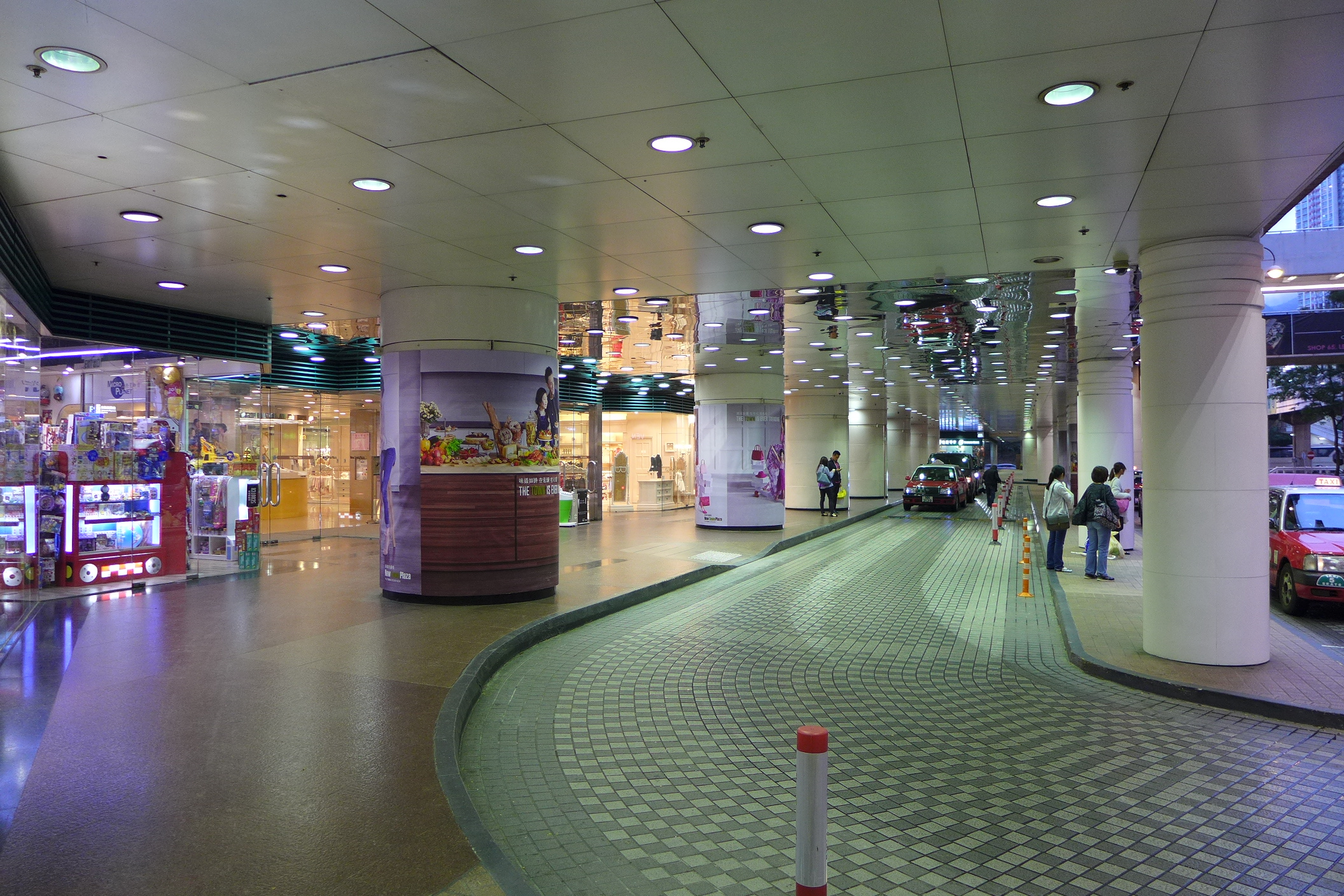
L1上落客區（2017年）

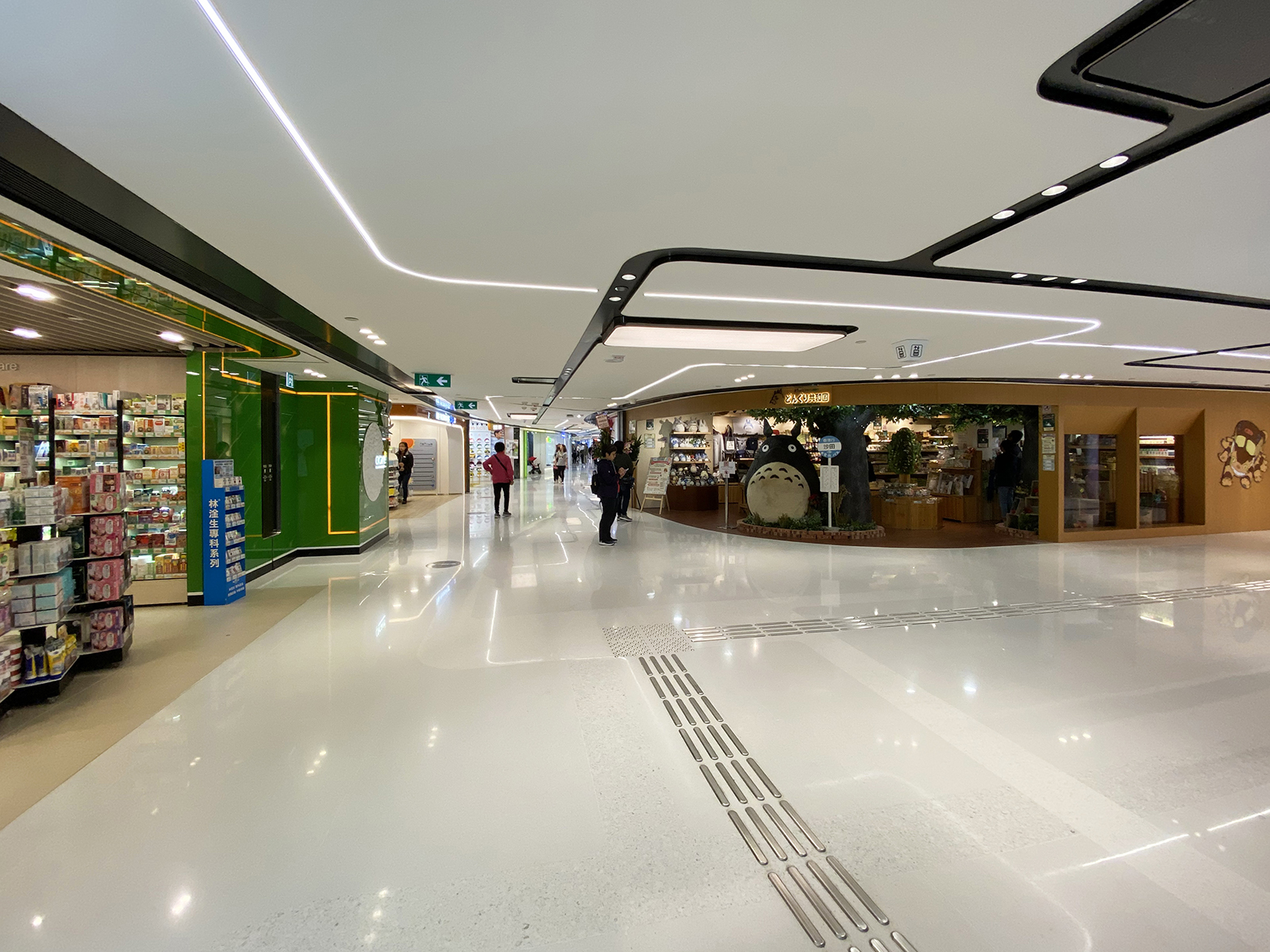
翻新後的2樓（2019年）

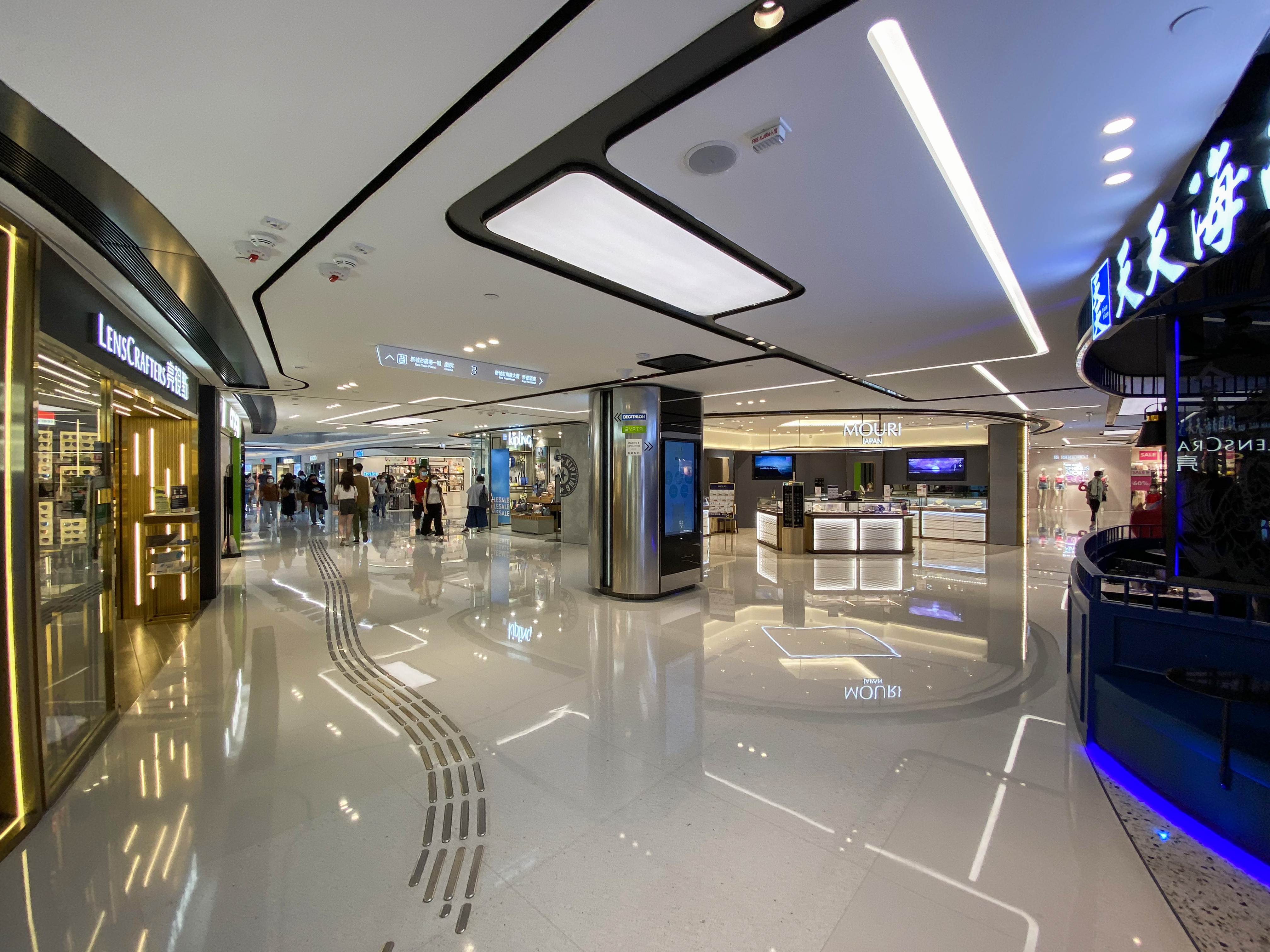
翻新後的3樓（2021年）

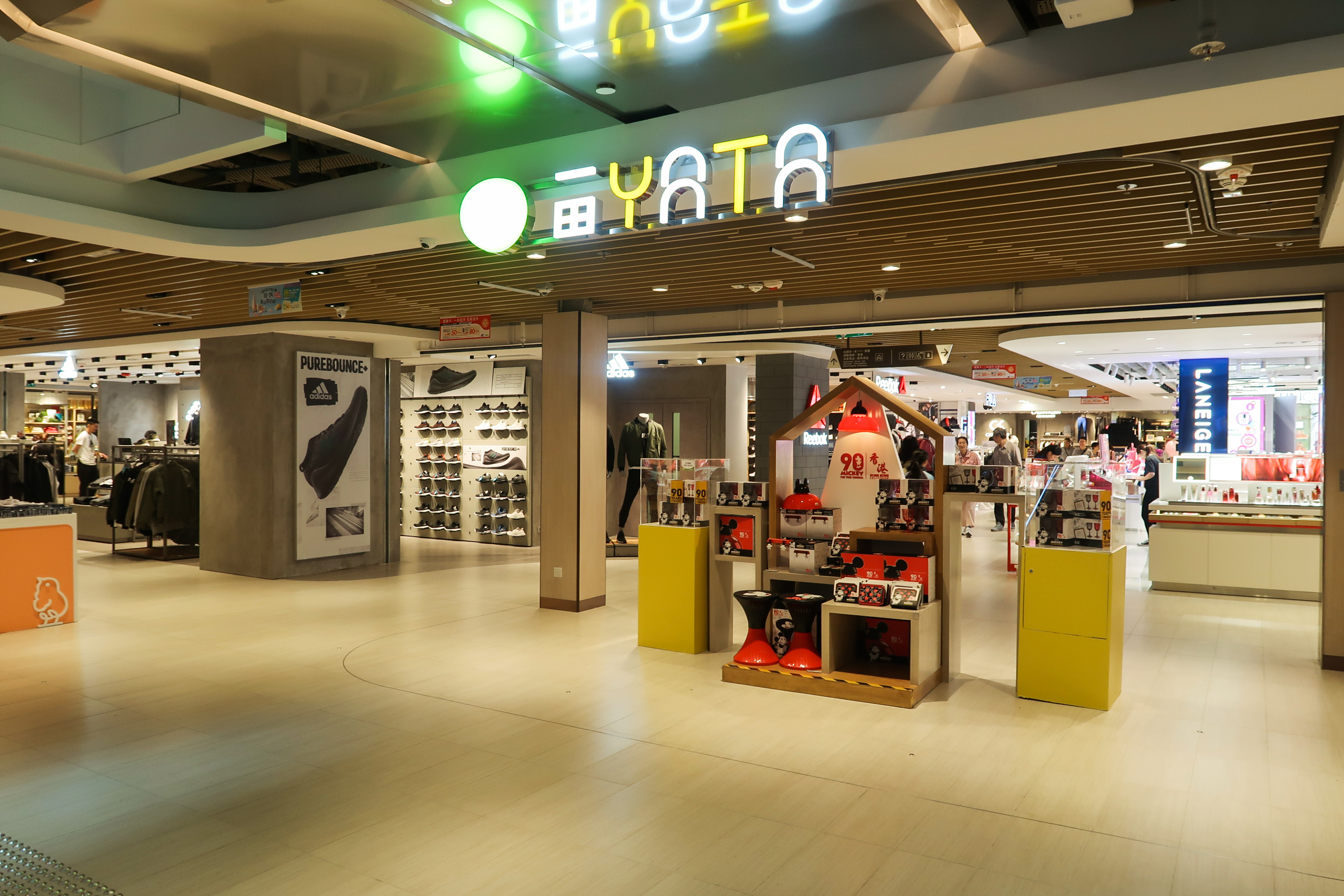
L1一田百貨（2018年-2024年）

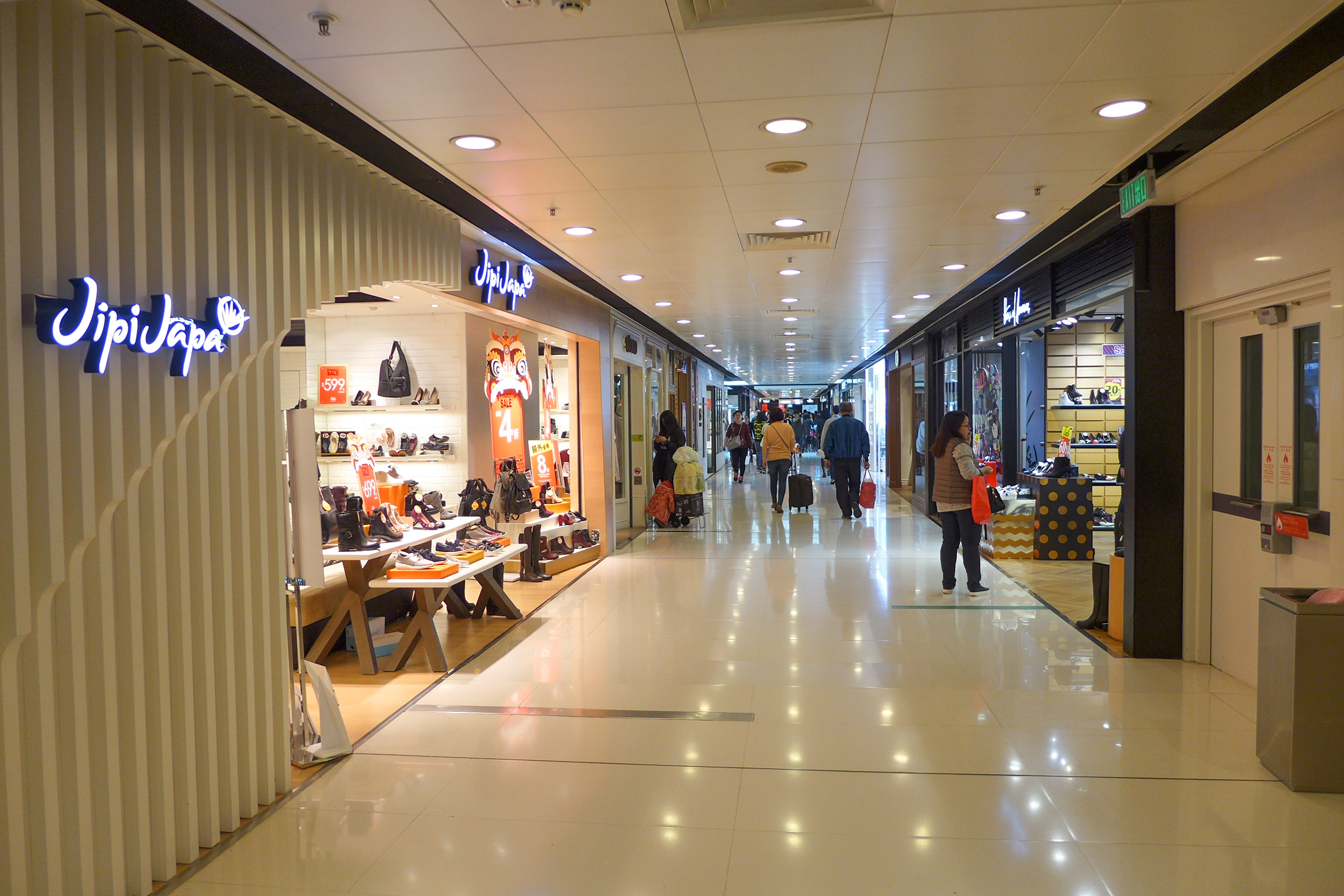
L3層商店

新城市廣場第三期（英語：New Town Plaza Phase III）位於香港新界沙田區沙田市中心沙田正街2-8號，是新鴻基地產的著名發展項目，由旗下的新鴻基工程設計、明輝建築承建及啟勝管理服務負責管理，整個物業分為商場及住宅兩部份。L1-L3層為商場、L4層為平台花園連兩個泳池，L5-L26層為5幢住宅，分別命名為海桐閣、紫藤閣、蕙蘭閣、銀樺閣及紅棉閣；單位建築面積由683呎至1186呎，由兩房兩廳至三房兩廳連工人房均有提供，亦為沙田市中心最新及單位最大的住宅項目。此項目於1989年開始動工。商場部份在1990年11月完成，住宅則在1991年7月入伙。

## 商場

### 一樓
一樓（L1）在1990年代初設有不少兒童用品及禮品專門店，包括Giftland、Chickeeduck、Ladybird及卡通天地童裝店。其中玩具反斗城曾經為1樓最大的店舖之一，佔地30,000呎。此外，當年一樓也設有多間美容中心、髮形店及7-11便利店。該層也引入了不同風味的食肆，包括西式餐廰必勝客及西和餐廰、東南亞風味的「寶軒印度餐廰」及「泰寮泰菜館」、日式餐廰「加賀日本料理」及一間中式酒樓。一樓天幕長廊中央更設有一個大型舞台，作為表演用途。
到了1996年，玩具反斗城首次縮小，原址分拆為四間店舖。當年新增的店舖包括哈迪斯快餐店、繽紛樂園及一間補習社。縮小後的玩具反斗城對出位置則改裝為兒童天地，設有一部互動性質遊樂設施（設施於2002年停用）。中式酒樓則變更為連鎖電器店百老匯攝影器材。在1997年，天幕長廊中央大型舞台拆卸，並且夷為平地。一樓近哈迪斯位置更開設全港最大的農場餐廳。
到了2002年11月，玩具反斗城、哈迪斯及繽紛樂園範圍進行店舖拆細工程。2003年1月翻新後玩具反斗城面積再次縮小，只餘下2000多呎。新增了元氣壽司、嚼江南及荷花親子中心。其後至今，不少開業多年的餐廰及商店均結業。現主要租戶包括多間兒童服裝及禮品專門店、Mannings Baby、佔地7,700呎的商務印書館、HONDA汽車陳列室。食肆包括大快活、純壽司、KFC、spaghetti 360、嚼江南及必勝客。
因應翻新工程，直至2017年6月底，1樓所有店舖均已經結束營業，或臨時搬遷至一期其他位置。同年7月起全面封閉，於2018年10月完工，一田百貨在10月24日進駐全層，方便駕駛客購物。

### 二樓
二樓（L2）全層均為一田百貨精品部、電器部、女裝、男裝、年青服飾、童裝、家具部、行李部、化妝品及首飾部。在1996年前，更設有一間模仿日本格式的西餐廳，後來變更為首飾部。二樓近往新城市廣場第一期的扶手電梯則設有恆生銀行，內有3部自動櫃員機。不過自一田百貨於2007年進行翻新後，自動櫃員機搬遷至一田百貨較偏遠位置，而原本位置附近則加設了富邦銀行的櫃員機。二樓樓底與新城市廣場第一期一樣，只有8尺高，較其他樓層矮。
因應翻新工程，於2017年3月中起，現有一田百貨會縮小一半面積，部分範圍封閉作翻新工程，待一樓翻新完工以後，另一半範圍將改為KIDS ZONE及LIFESTYLE主題區域，集中兒童服飾、玩具、日用品，以及消閒遊樂設施。2樓在2018年6月重新對外開放後，原有的天幕長廊中庭被填平，成為商店一部分。主要租戶包括玩具反斗城、商務印書館、LOG-ON、Mannings Baby、mothercare和多間兒童服裝店。食肆包括翡翠拉麵小籠包、Urban - Café Commune和峰壽司集團旗下的九州市場。2019年11月中，二樓餘下的工程完工，主要租戶包括無印良品、bossini、一田百貨和宮崎駿主題店Donguri Republic。到2021年bossini結業後，原址在2022年5月開設澳門YouTube頻道「微辣」的餐廳“微辣大排檔”。而同層部分兒童服裝店結業後亦改為生活用品店為主。

### 三樓
三樓（L3）主要租戶以年青人服裝、鐘錶店及中檔次品牌的化妝及美容品為主。食肆為紅螞蟻。其餘部份為一田百貨超級市場、家品部及一田百貨美食廣場（包括Izumi Curry、8番拉麵、峰壽司、Italian Tomato等）和無印良品。三樓設天橋分別連接新城市廣場第一期、帝都酒店及希爾頓中心。因應翻新工程，於2017年12月中起，部分範圍已封閉作翻新工程。到2018年12月，所有店舖均已經結束營業，全面封閉作翻新工程。到2019年11月1日，工程完成陸續重開，天幕長廊多處被密封變成多個小天窗。部分在通道上方的天窗亦變成商店的一部分，並且被密封。租戶主要以化妝品和鐘錶店為主。其中大型租戶包括GU、Foot Locker和馬莎百貨。不過正進行裝修的GAP一直未有開業，最後到2021年4月30日改為開設迪卡儂。餐廳包括Outback Steakhouse、唐宮小聚、天天海南雞飯、Oliver's Super Sandwiches、春水堂、馬場洞烤肉 & Isaac Toast、幸福班戟A Happy Pancake和食神叉燒等。

## 翻新工程

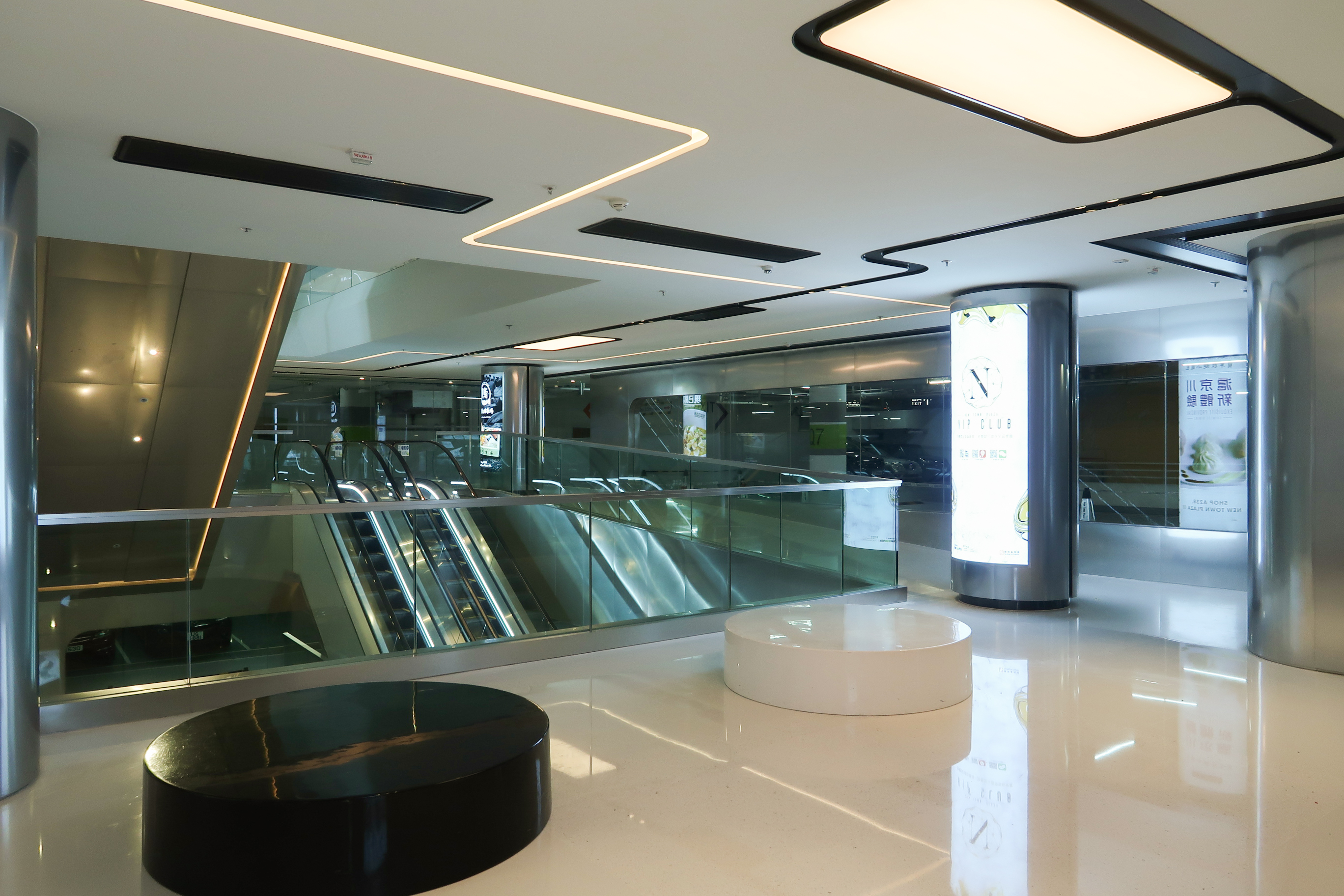
2018年翻新工程增設的地庫停車場大堂

新鴻基地產在2000年11月耗資5000萬首次翻新第三期，給予顧客簡潔的感覺。翻新工程包括更換各樓層的地台、外牆及洗手間。並且將青藍色天花板及中庭外牆噴漆為白色。
到了2006年中，首次翻新場內的升降機及將洗手間設計统一為第一期樣式。
2017年1月16日，新鴻基地產斥5億元為第三期展開為期32個月的翻新工程，以太空為主題，並由巴馬丹拿集團負責部分設計，部分元素與翻新後的新都會廣場相近。工程分兩個階段展開，各階段為期約16個月；首階段工程將於2017年4月開始，約於2018年暑假完成，隨後的第二階段預計於2019年第四季竣工。商場翻新後一田百貨將移往一樓全層及二樓部分位置，以便駕駛客購物；而二樓將改為KIDS ZONE及LIFESTYLE主題區域，集中兒童服飾、玩具、日用品，以及消閒遊樂設施；三樓食肆由9間增至14間，亦增加美容及時裝服飾商舖。租客數量由97個增逾113個，料租金增加8至10%。
商場翻新後會增設育嬰室，女性洗手間數量增加6成、2樓設兒童遊戲區以至有扶手電梯連接地庫停車場，方便駕車人士。但最後未有設兒童遊戲區。
2017年3月中起，1樓多間商店因商場翻新而結業，包括自1990年營業的必勝客，而2樓一田百貨部分位置亦已封閉。1樓所有店舖已經在同年6月底結業，7月起完全封閉進行翻新。到2018年6月，2樓重新對外開放，原有的天幕長廊中庭被填平，成為商店一部分。翻新後的設計被指空間感大減，環境侷促。
2024年2月中起，一樓再次進行佈局重整，一田百貨一樓範圍全層封閉，僅保留超市部分。

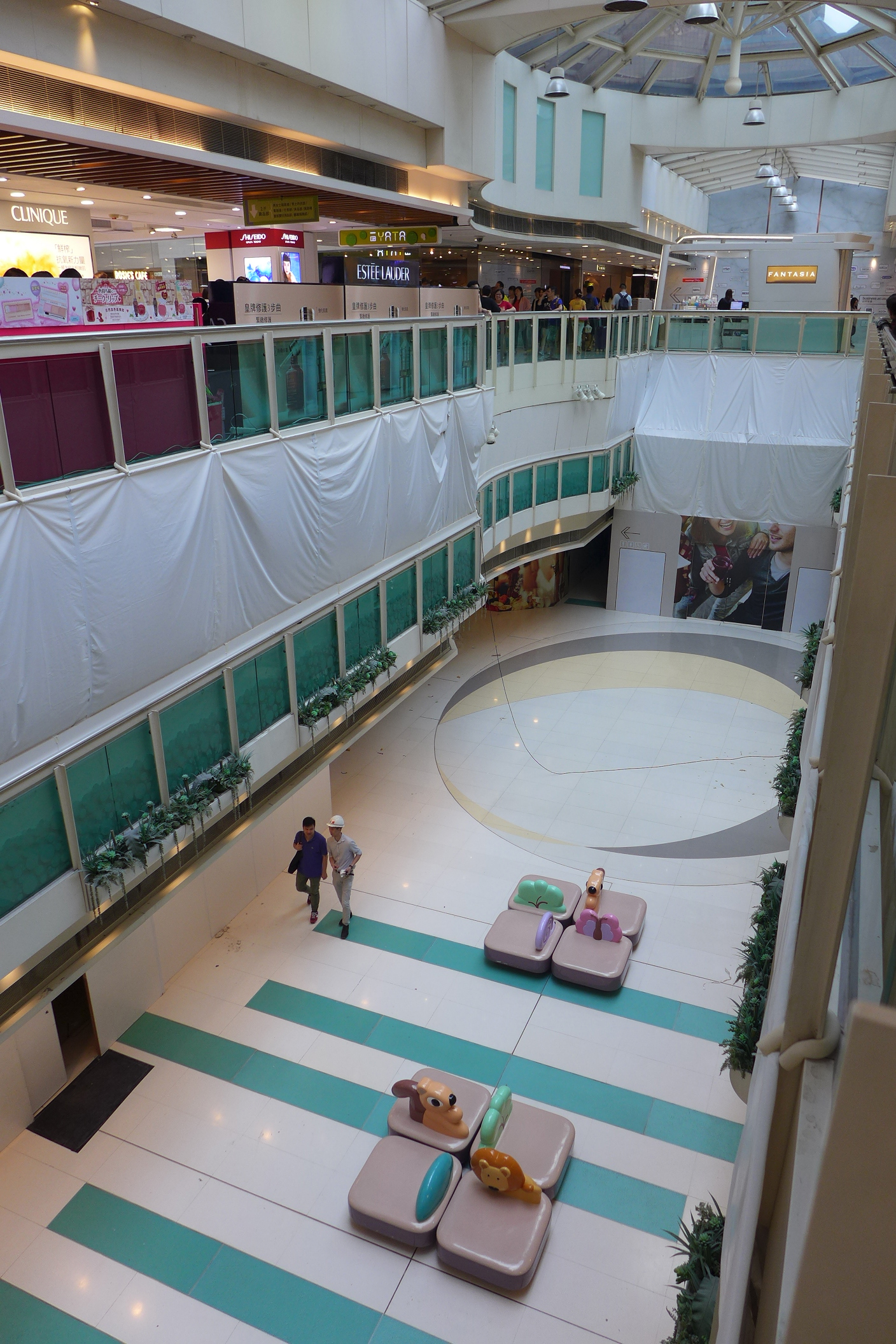
一樓和二樓全層已經封閉，進行翻新（2017年7月）
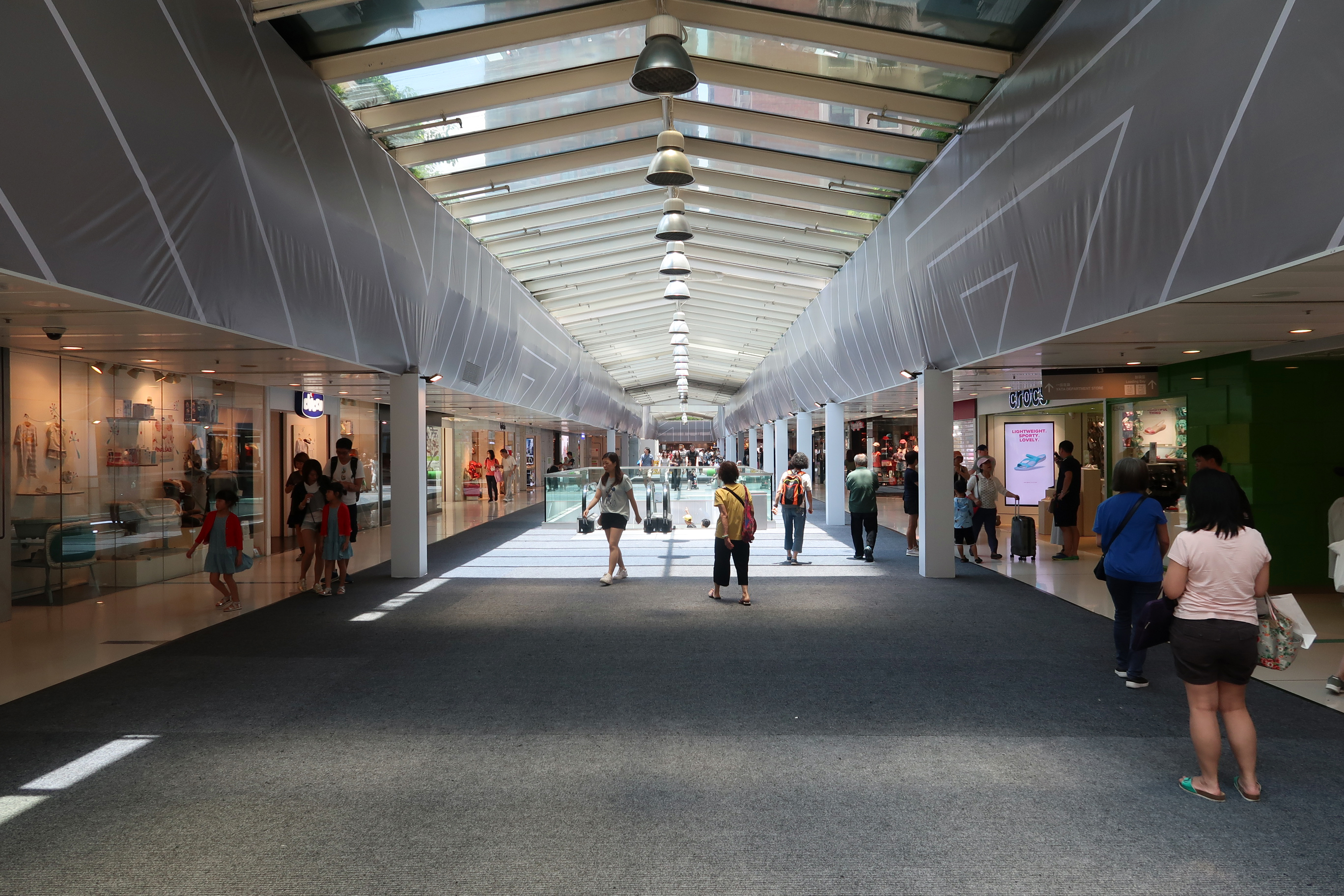
三樓原天幕長廊中庭已經被填平，空間感大減，並改動扶手電梯到較前的位置（2018年7月）
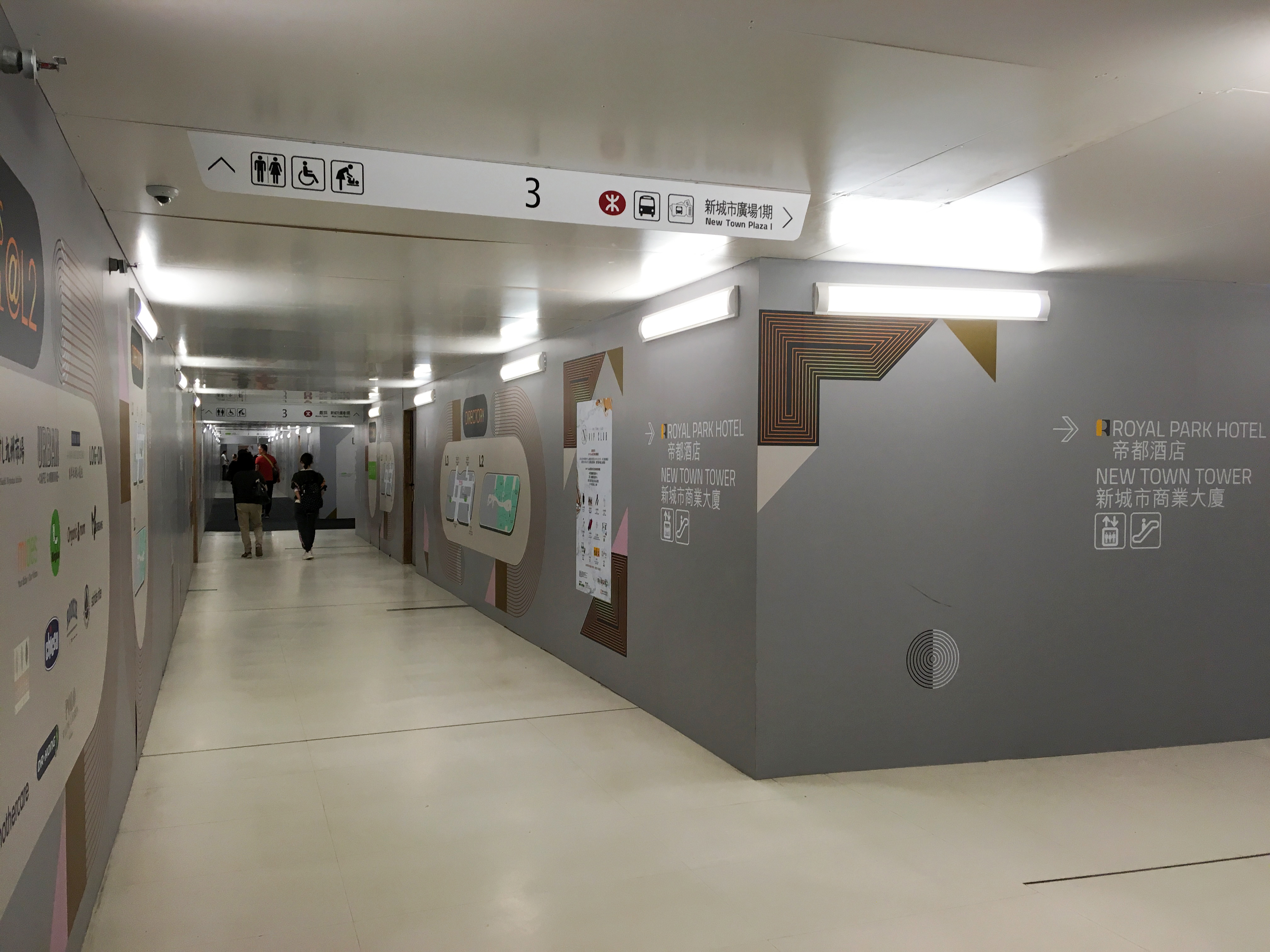
正進行翻新工程的三樓（2019年2月）
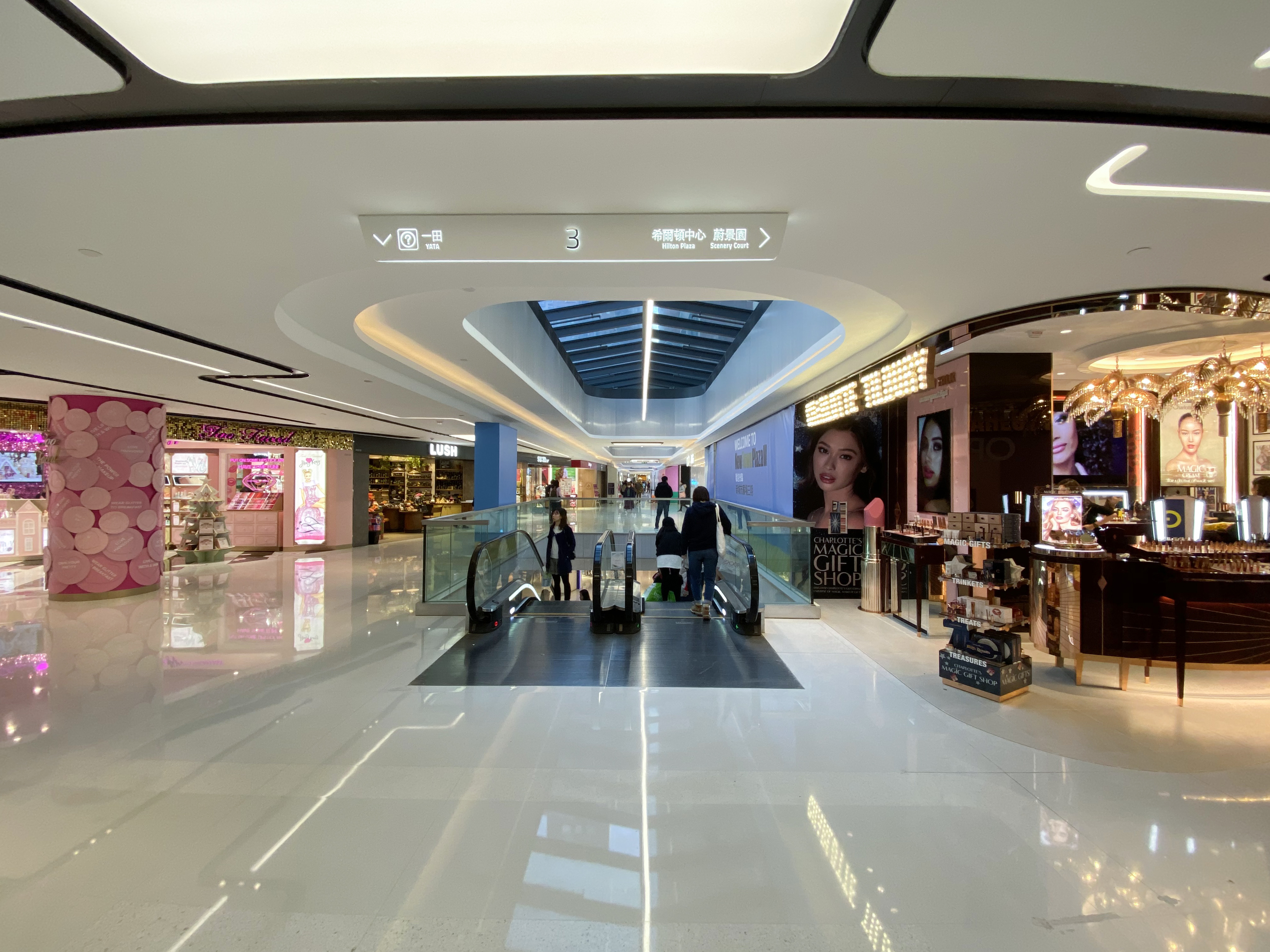
翻新後的三樓，天幕長廊多處被密封變成多個小天窗（2019年12月）
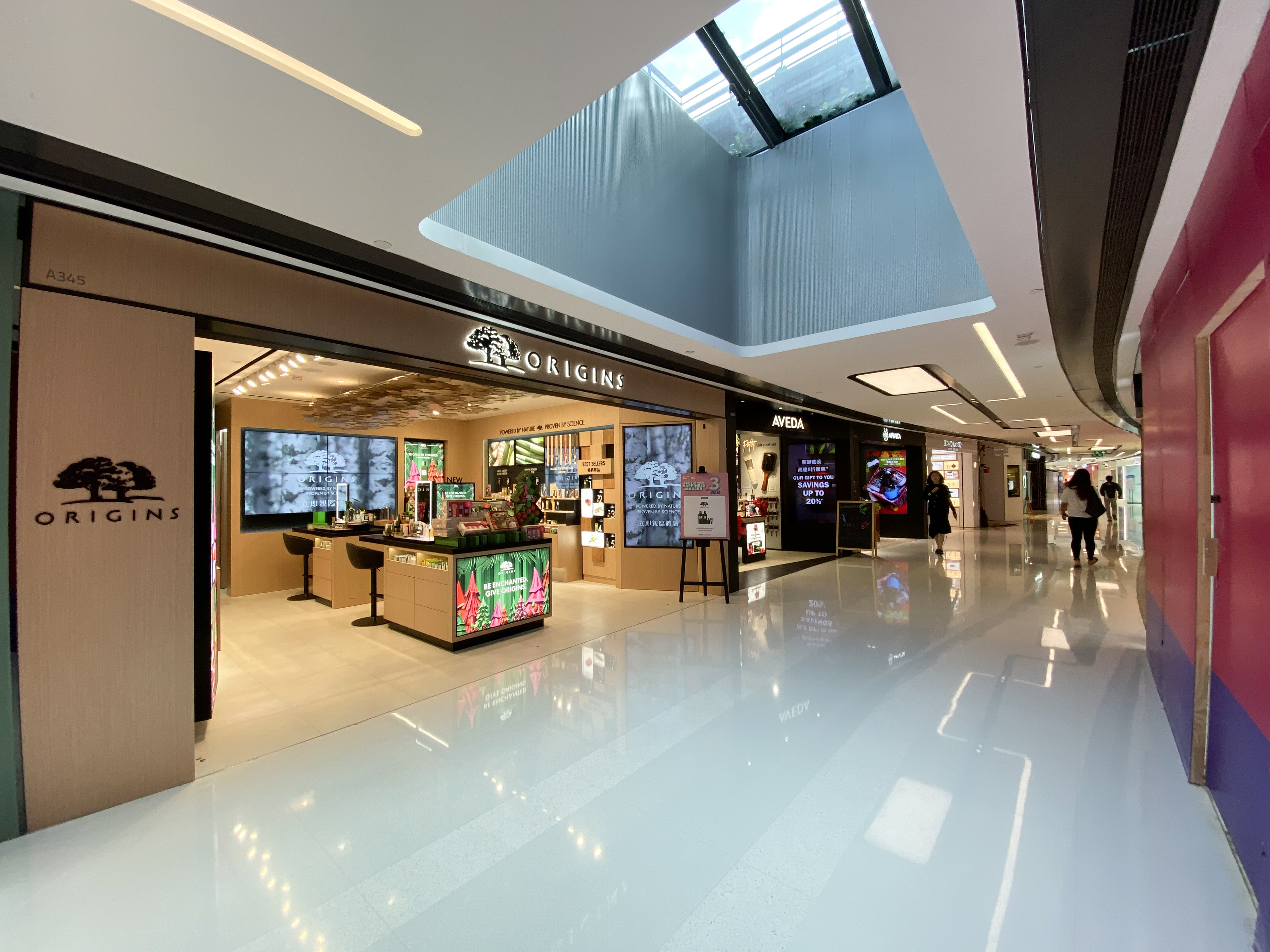
翻新後的三樓通道

## 住宅

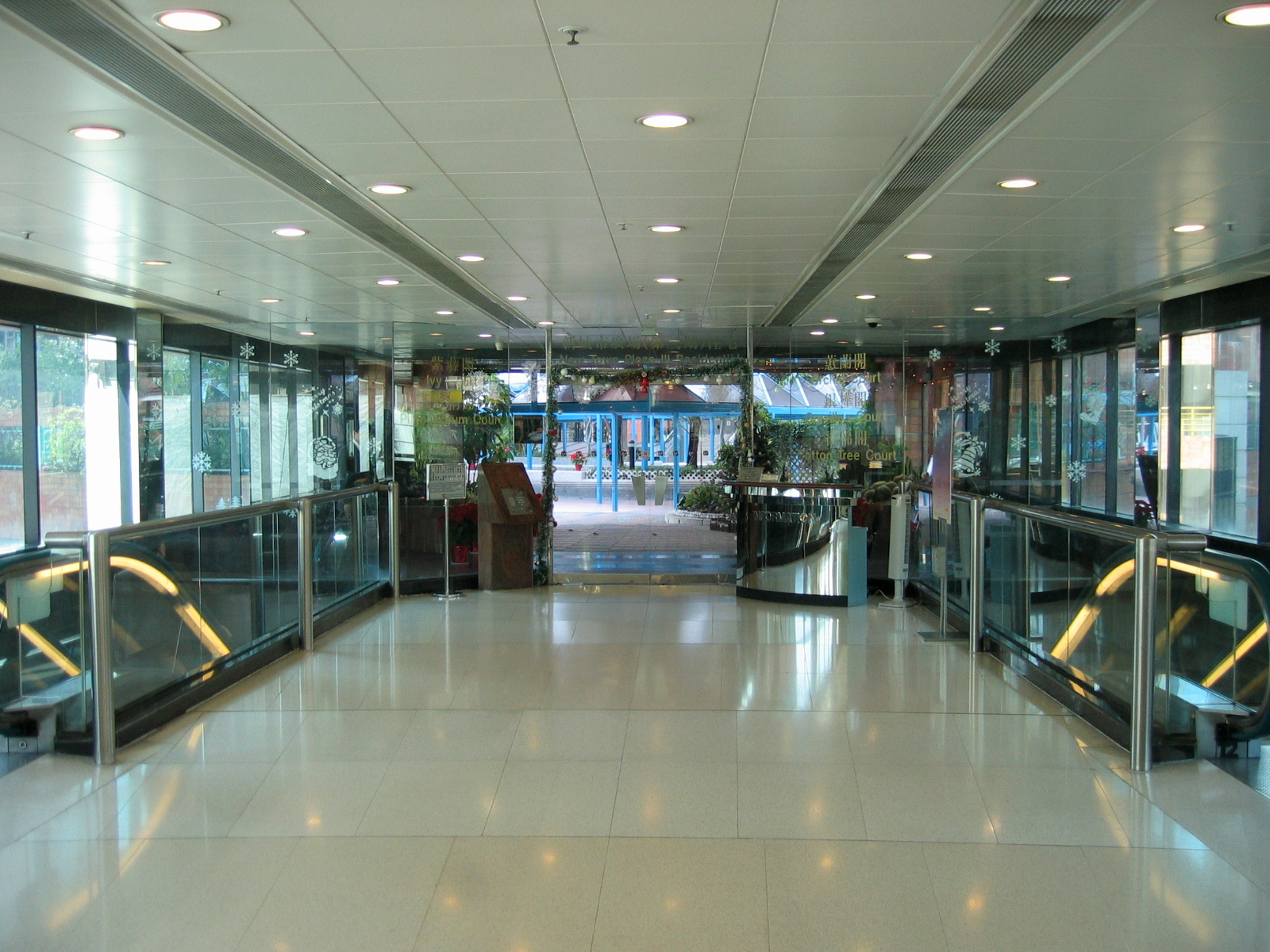
新城市廣場第三期住宅入口

新城市廣場第三期住宅部分設有5座，每座樓高28層，合共提供792個單位，單位建築面積由683至1186平方呎，間格由兩房兩廳至三房兩廳連工人房，並主力提供沙田市中心罕有的三房兩廳連套房大單位。住宅平臺花園位於四樓，設有多項設施，包括兩個游泳池、網球場、兒童遊樂場及花園等設施，只供第三期住客專用。第三期住客也可以透過兩個升降機大堂前往商場一樓的士站、貨用升降機前住商場各層及利用三條天橋前往新城市廣場第一期及希爾頓中心。
| 樓宇名稱（座號） | 樓宇類型       | 樓宇層數 | 落成年份 |
| ---------------- | -------------- | -------- | -------- |
| 海桐閣（第1座）  | 井字型住宅大廈 | 26       | 1991年   |
| 紫藤閣（第2座）  | 井字型住宅大廈 | 26       | 1991年   |
| 蕙蘭閣（第3座）  | 井字型住宅大廈 | 26       | 1991年   |
| 銀樺閣（第4座）  | 井字型住宅大廈 | 26       | 1991年   |
| 紅棉閣（第5座）  | 井字型住宅大廈 | 26       | 1991年   |

## 軼聞

### 售樓歷史
1990年9月4日晚上，地盤售樓處爆發由黑社會控制的飲管黨插隊事件，警方拘捕了一名男子，涉嫌搗亂。其後警方派出近百名的軍裝警員戎備。到9月7日開售當天，警方在地盤採取新措施，規定未滿21歲及無足夠訂金者皆不准排隊，結果從排隊人龍中請走百餘人，未釀不愉快事件。是警方首次用此方法維持售樓秩序。

### 保安措施
在2006年開始，啟勝管理聲稱因保安理由。於晚上12時正至早上9時全面封閉新城市廣場第三期商場部份，在該時段進入商場範圍，須持有有效證件方可進入。由於早上時段有不少人利用天橋前往新城市廣場第一期及帝都酒店附近的巴士站，引起了附近不少居民不滿，但啟勝管理並沒有因此作出改變。
到了2007年11月，商場一樓肯德基快餐店因容許在早上開業，第三期推行的通道管制實行時段得以放寬，市民可以在早上7時15分至晚上12時正自由通行第三期商場部份。

### 智能車輛搜尋系統
新城市廣場銳意發展成為全港首個智能商場，為更有效地運用高端科技向消費者提供貼心服務，新城市廣場三期將創亞洲先河在商場三期停車場率先引入「Car Searching智能車輛搜尋系統」，成為全亞洲首個商場提供這項增值服務。車主只需透過入車時使用的八達通卡或信用卡，便可透過智能感應裝置即時搜尋座駕所停泊的位置，為善忘或對停車場環境不熟悉的車主提供便捷的服務。

## 事件

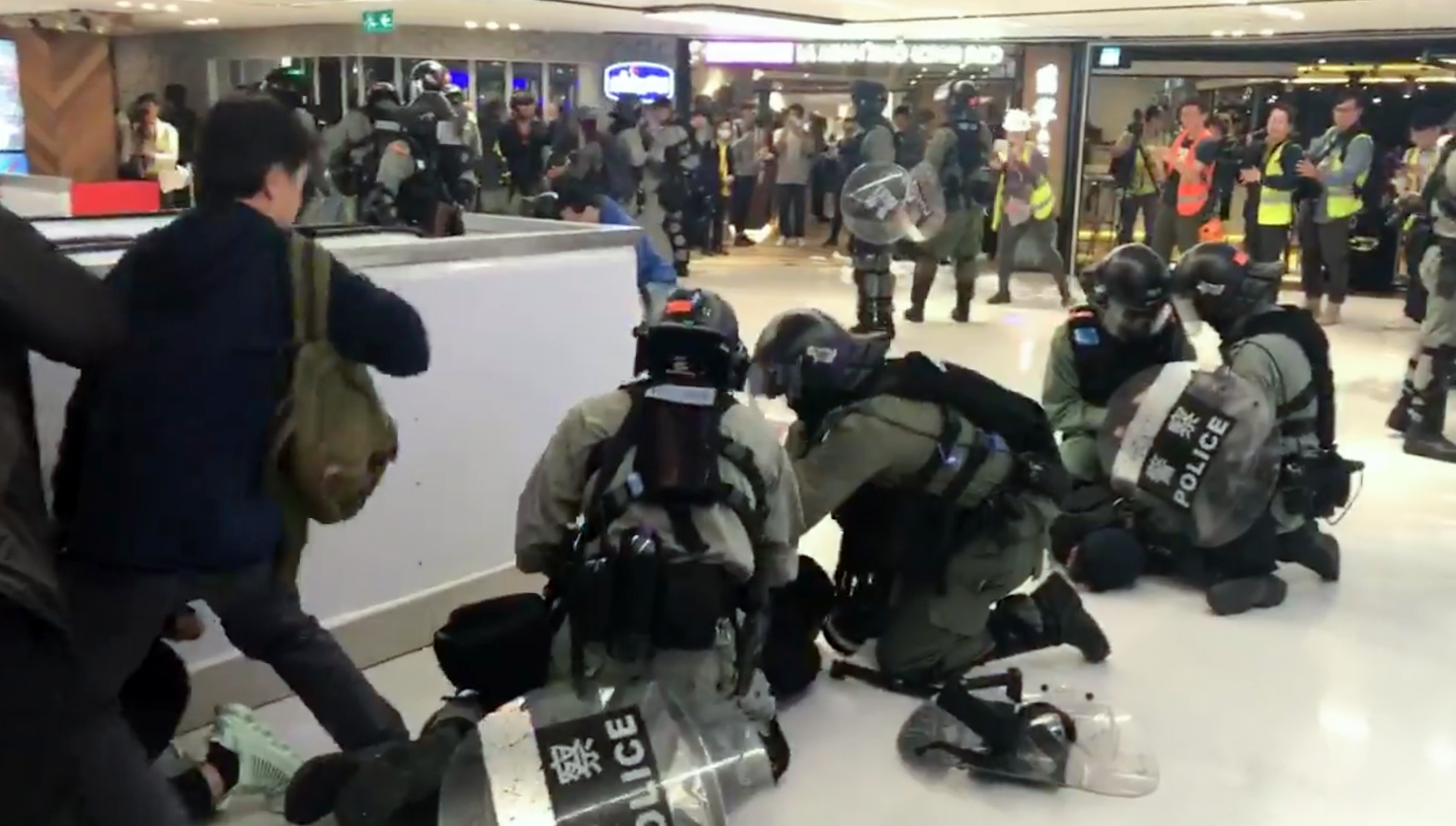
12月25日傍晚，多名參與和你Shop的人士，在商場2樓被大批防暴警員和便衣警察制服被捕

2019年12月25日晚上約6時，近百名示威者在商場三期遊行，期間多間店舖落閘。當示威者到2樓翡翠拉麵小籠包取出大量等位紙和調味料倒在地上和桌面後，大批便衣警員埋伏制服在場人士，其後數十名防暴警員衝入商場，拘捕10名示威者，期間使用胡椒噴霧及警棍制服多人，商場在晚上7時許宣布提早關門。
一名16歲青年及一名27歲男子涉嫌在商場三期襲警被捕，案件交由新界南總區重案組跟進，於12月27日下午於沙田裁判法院提堂；案件押後至2月21日再訊，兩名被告其間不得離港，並須守宵禁令，和禁足新城市廣場。

## 附近設施
- 東鐵綫沙田站
- 希爾頓中心
- 沙田大會堂
- 沙田公共圖書館
- 沙田公園
- 沙田婚姻登記處
- 帝都酒店
- 香港文化博物館
- 沙田奧運文化廣場（北京奧運落幕後已還原用途）

## 外部連結
- 新城市廣場官方網站 （页面存档备份，存于）
- 新城市廣場第三期住宅官方網站